# Rövidfarkú rákok
A rövidfarkú rákok (Brachyura) a felsőbbrendű rákok (Malacostraca) osztályának és a tízlábú rákok (Decapoda) rendjének egyik alrendága.

## Rendszerezésük
Az alrendágba négy tagozatot sorolnak:
1. Cyclodorippoida Ortmann, 1892 tagozat egyetlen öregcsaláddal:
- - Cyclodorippoidae Ortmann, 1892 öregcsalád három családdal:
    - Cyclodorippidae
    - Cymonomidae
    - Phyllotymolinidae

2. Dromiacea De Haan, 1833 tagozat három recens és két kihalt öregcsaláddal:
- - Dakoticancroidea † Rathbun, 1917 öregcsalád két családdal (Dakoticancridae, Ibericancridae)
  - Dromioidea De Haan, 1833 öregcsalád három családdal:
    - Dromiidae
    - Dynomenidae
    - Etyiidae

  - Glaessneropsoidea † Patrulius, 1959 öregcsalád négy családdal (Glaessneropsidae, Lecythocaridae, Longodromitidae, Nodoprosopidae)
  - Homolodromioidea Alcock, 1899 öregcsalád egy családdal:
    - Homolodromiidea Alcock, 1899

  - Homoloidea De Haan, 1839 öregcsalád három családdal:
    - Homolidae
    - Latreilliidae
    - Poupiniidae

3. Eubrachyura de Saint Laurent, 1980 tagozat két ágazattal:
- Heterotremata ágazat Guinot, 1977 ágazat 28 öregcsaláddal
- Thoracotremata Guinot, 1977 ágazat négy öregcsaláddal:
  - Ocypodoidea Rafinesque, 1815 öregcsalád hét családdal:
    - Camptandriidae
    - Dotillidae
    - Heloeciidae
    - Macrophthalmidae
    - Mictyridae
    - Ocypodidae
    - Ucididae
    - Xenophthalmidae

  - Cryptochiroidea Paulson, 1875 öregcsalád egy családdal:
    - Cryptochiridea

  - Pinnotheroidea De Haan, 1833 öregcsalád egy családdal:
    - Pinnotheridea

  - Grapsoidea Macleay, 1838 öregcsalád hét családdal:
    - földi rákok (Gecarcinidae)
    - Glyptograpsidae
    - Grapsidae
    - Plagusiidae
    - Sesarmidae
    - Varunidae
    - Xenograpsidae

4. Raninoida De Haan, 1839 tagozat egy öregcsaláddal:
- - Raninoidae De Haan, 1839 öregcsalád két kihalt és egy recens családdal:
    - Camarocarcinidae †
    - Cenomanocarcinidae †
    - Raninidae

- Brachyura incertae sedis (az alábbi listában levő nemek nincsenek a fenti ágazatokba, vagy öregcsaládba besorolva, továbbá néhányuk létezése már nem érvényes mivel a bennük levő fajokat más nemekbe sorolták át; 55 név):
  - Acheloüs
  - Actaeodius
  - Acteodes
  - Actoea
  - Aegle
  - Aërope
  - Amanthia
  - Blastia
  - Carpiliodes
  - Chaenostoma Stimpson, 1858
  - Chlorododius
  - Chorodius
  - Cleistotoma
  - Cryptodromidiopsis
  - Cyloes
  - Denthoxanthus
  - Dynomena
  - Epilobacera
  - Eryon
  - Eudora
  - Eudromia
  - Eupanopeus
  - Euplax H. Milne Edwards, 1852
  - Gnathograpsus
  - Gordonia
  - Grapse
  - Isabellagordonia
  - Lupea
  - Mitraculus
  - Neopliumnoplax
  - Opisthocera
  - Para-(Globi-)thelphusa
  - Para-Bary-Thelphusa
  - Para-Lio-thelphusa
  - Paramaja
  - Paramicippe
  - Paratelphusa
  - Parathephusa
  - Phycodes
  - Phylxia
  - Pinnoteres
  - Podonema
  - Potamia
  - Potamophilus
  - Rhyncoplax
  - Rhynolambrus
  - Stenocarabus
  - Stenocinops
  - Strengeria
  - Telphusa
  - Thelpheusa
  - Trichocera
  - Tritodynamea
  - Zewa McCulloch, 1913
  - Zilchia

- A ma már nem érvényes tudományos nevek; 205 név:
  - Acanthoplax H. Milne Edwards, 1852 - az új neve: Uca (Uca) Leach, 1814
  - Acanthus Lockington, 1877 - az új neve: Pilumnus Leach, 1816
  - Achagua M. R. Campos, 2001 - az új neve: Eudaniela Pretzmann, 1971
  - Acrorhynchus A. Milne-Edwards, 1879 - az új neve: Podochela Stimpson, 1860
  - Actites Lanchester, 1902 - az új neve: Actiomera Ng, Guinot & Davie, 2008
  - Aeneacancer Ward, 1933 - az új neve: Ovalipes Rathbun, 1898
  - Aethusa Guérin, 1832 - az új neve: Ethusa Roux, 1830
  - Aethusina Faxon, 1895 - az új neve: Ethusina Smith, 1884
  - Amathia Roux, 1828 - az új neve: Anamathia Smith, 1885
  - Amorphopus Bell, 1859 - az új neve: Paeduma Rathbun, 1897
  - Amphitrite - nem lett átnevezve, hanem megszűnt
  - Anaptychus Stimpson, 1860 - az új neve: Ala Lockington, 1877
  - Anomalopisa Johnson, 1965 - az új neve: Planotergum Balss, 1935
  - Anomalopus Stimpson, 1871 - az új neve: Anomalothir Miers, 1879
  - Apocremnus A. Milne-Edwards, 1878 - az új neve: Aepinus Rathbun, 1897
  - Arachnodromia Alcock & Anderson, 1899 - az új neve: Dicranodromia A. Milne-Edwards, 1880
  - Archaeoplax Alcock & Anderson, 1894 - az új neve: Retropluma Gill, 1894
  - Archias Paul'son, 1875 - az új neve: Charybdis (Goniohellenus) Alcock, 1899
  - Archipelothelphusa Bott, 1969 - az új neve: Sundathelphusa Bott, 1969
  - Arctopsis Lamarck, 1801 - az új neve: Pisa Leach, 1814
  - Areograpsus Benedict, 1892 - az új neve: Glyptograpsus Smith, 1870
  - Assecla Streets, 1877 - az új neve: Lissocarcinus Adams & White, 1849
  - Asterolambrus Sakai, 1938 - az új neve: Dairoides Stebbing, 1920
  - Banareiopsis Ward, 1939 - az új neve: Banareia A. Milne-Edwards, 1869
  - Boscia H. Milne Edwards, 1837 - az új neve: Guinotia Pretzmann, 1965
  - Bottia Pretzmann, 1961 - az új neve: Hydrothelphusa A. Milne-Edwards, 1872
  - Brachygrapsus Kingsley, 1880 - az új neve: Litocheira Kinahan, 1856
  - Calappe - az új neve: Calappa Weber, 1795
  - Campbellia Balss, 1930 - az új neve: Jacquinotia Rathbun, 1915
  - Camptonyx Heller, 1861 - az új neve: Caphyra Guérin, 1832
  - Carcinaspis Stimpson, 1858 - az új neve: Leucisca MacLeay, 1838
  - Carcinonectes Stephenson, 1972 - az új neve: Benthochascon Alcock & Anderson, 1899
  - Carcinoplacoides Kesling, 1958 - az új neve: Libystes A. Milne-Edwards, 1867
  - Carpiloxanthus A. Milne-Edwards, 1862 - az új neve: Liomera Dana, 1851
  - Carpoporoides Takeda & Nagai, 1986 - az új neve: Hepatoporus Serène, 1984
  - Cheiragonus Brandt, 1851 - az új neve: Telmessus White, 1846
  - Chlorilibinia Lockington, 1877 - az új neve: Stenocionops Desmarest, 1823
  - Coelochirus Nauck, 1880 - az új neve: Ptychognathus Stimpson, 1858
  - Conchoeodromia Chopra, 1934 - az új neve: Conchoecetes Stimpson, 1858
  - Cryptophrys Rathbun, 1894 - az új neve: Fabia Dana, 1851
  - Cycloblepas Ortmann, 1894 - az új neve: Actaeodes Dana, 1851
  - Cyclomaia Stimpson, 1858 - az új neve: Cyclax Dana, 1851
  - Cycloxanthus A. Milne-Edwards, 1863 - az új neve: Cycloxanthops Rathbun, 1897
  - Cymonomops Alcock, 1894 - az új neve: Tymolus Stimpson, 1858
  - Cymopolia Roux, 1830 - az új neve: Palicus Philippi, 1838
  - Dasygyius Rathbun, 1897 - az új neve: Collodes Stimpson, 1860
  - Dioxippe de Man, 1888 - az új neve: Ilyoplax Stimpson, 1858
  - Dissodactylozoea Aikawa, 1933 - az új neve: Dissodactylus Smith, 1870
  - Doto De Haan, 1833 - az új neve: Dotilla Stimpson, 1858
  - Driope Desbonne, 1867 - az új neve: Podochela Stimpson, 1860
  - Echinomaia Borradaile, 1916 - az új neve: Cyrtomaia Miers, 1886
  - Echinophilus Rathbun, 1900 - az új neve: Dissodactylus Smith, 1870
  - Echinoplax Miers, 1886 - az új neve: Pleistacantha Miers, 1879
  - Egeria Leach, 1815 - az új neve: Phalangipus Latreille, 1828
  - Elamene - az új neve: Elamena H. Milne Edwards, 1837
  - Elliptodactylus Doflein, 1904 - az új neve: Macropipus Prestandrea, 1833
  - Epidromia Kossman, 1878 - az új neve: Epigodromia McLay, 1993
  - Epimelus A. Milne Edwards, 1878 - az új neve: Acidops Stimpson, 1871
  - Ericerus Rathbun, 1894 - az új neve: Ericerodes Rathbun, 1897
  - Etisodes Dana, 1852 - az új neve: Etisus H. Milne Edwards, 1834
  - Eucratoplax A. Milne-Edwards, 1880 - az új neve: Eucratopsis Smith, 1869
  - Euctenota Gerstaecker, 1856 - az új neve: Arenaeus Dana, 1851
  - Eumedon A. Milne-Edwards, 1879 - az új neve: Echinoecus Rathbun, 1894
  - Euryetisus Cano, 1889 - az új neve: Euxanthus Dana, 1851
  - Evius Moreira, 1912 - az új neve: Moreiradromia Guinot & Tavares, 2003
  - Ewdawsonia Webber & Richer de Forges, 1994, in Thompson, 1994 - az új neve: Vitjazmaia Zarenkov, 1994
  - Favicola Serène, 1966 - az új neve: Cryptochirus Heller, 1861
  - Fisheria Lockington, 1877 - az új neve: Herbstia H. Milne Edwards, 1834
  - Gardineria Rathbun, 1911 - az új neve: Euryozius Miers, 1886
  - Gecarcinautes Bott, 1960 - az új neve: Potamonautes MacLeay, 1838
  - Gnathochasmus MacLeay, 1838 - az új neve: Cyclograpsus H. Milne Edwards, 1837
  - Gonatorhynchus Haswell, 1880 - az új neve: Paramithrax H. Milne Edwards, 1834
  - Goniocaphyra de Man, 1888 - az új neve: Catoptrus A. Milne-Edwards, 1870
  - Goniograpsus Dana, 1851 - az új neve: Pachygrapsus Randall, 1840
  - Goniosoma A. Milne-Edwards, 1861 - az új neve: Charybdis De Haan, 1833
  - Gonoplax Leach, 1816 - az új neve: Goneplax Leach, 1814
  - Gonosoma Costa, 1844 - az új neve: Acanthonyx Latreille, 1828
  - Grapsillus MacLeay, 1838 - az új neve: Trapezia Latreille, 1828
  - Grapsodes Heller, 1865 - az új neve: Epigrapsus Heller, 1862
  - Guaia H. Milne Edwards, 1837 - az új neve: Persephona Leach, 1817
  - Halimus Latreille, 1829 - az új neve: Naxia Latreille, 1825
  - Hedrophthalmus Nauck, 1880 - az új neve: Thalamitoides A. Milne-Edwards, 1869
  - Herbstiella Stimpson, 1871 - az új neve: Herbstia H. Milne Edwards, 1834
  - Heterograpsus Lucas, 1846 - az új neve: Brachynotus De Haan, 1833
  - Holthuisia Pretzmann, 1968 - az új neve: Sylviocarcinus H. Milne Edwards, 1853
  - Homolopsis A. Milne-Edwards, 1880 - az új neve: Homologenus A. Milne-Edwards, in Henderson, 1888
  - Hoploxanthus Alcock, 1898 - az új neve: Parapanope de Man, 1895
  - Huenioides A. Milne-Edwards, 1865 - az új neve: Xenocarcinus White, 1847
  - Hylaeocarcinus Wood-Mason, 1874 - az új neve: Gecarcoidea H. Milne Edwards, 1837
  - Hymenicus Dana, 1851 - az új neve: Halicarcinus White, 1846
  - Hypopeltarium Miers, 1886 - az új neve: Peltarion Hombron & Jacquinot, 1846
  - Hypophthalmus Richters, 1881 - az új neve: Scalopidia Stimpson, 1858
  - Hypsilograpsus de Man, 1879 - az új neve: Pyxidognathus A. Milne-Edwards, 1879
  - Hypsophrys Wood-Mason & Alcock, 1891 - az új neve: Lamoha Ng, 1998
  - Iphimedia Duchassaing, in A. Milne-Edwards, 1866 - az új neve: Platyactaea Guinot, 1967
  - Iphis Leach, 1817 - az új neve: Arcania Leach, 1817
  - Ixion Paul'son, 1875 - az új neve: Cyphocarcinus A. Milne-Edwards, 1868
  - Ixoides MacGilchrist, 1905 - az új neve: Arcania Leach, 1817
  - Krunopeltarion Števcic, 1993 - az új neve: Trichopeltarion A. Milne-Edwards, 1880
  - Lagostoma H. Milne Edwards, 1834 - az új neve: Daira De Haan, 1833
  - Leipocten Kemp, 1915 - az új neve: Baruna Stebbing, 1904
  - Leopoldius Serène, 1971 - az új neve: Serenepilumnus Türkay & Schuhmacher, 1985
  - Leptopodia Leach, 1814 - az új neve: Inachus Weber, 1795
  - Leucosides Rathbun, 1897 - az új neve: Leucosia Weber, 1795
  - Libidoclea - az új neve: Libidoclaea H. Milne Edwards & Lucas, 1842
  - Limnocarcinus de Man, 1879 - az új neve: Gecarcoidea H. Milne Edwards, 1837
  - Limnothelphusa Cunnington, 1899 - az új neve: Platythelphusa A. Milne-Edwards, 1887
  - Liomedon Klunzinger, 1906 - az új neve: Echinoecus Rathbun, 1894
  - Liriopea Nicolet, 1849 - az új neve: Halicarcinus White, 1846
  - Lispognathus A. Milne-Edwards, 1880 - az új neve: Dorhynchus Thomson, 1873
  - Lophomicippa Rathbun, 1907 - az új neve: Micippa Leach, 1817
  - Macropus Latreille, 1803 - az új neve: Inachus Weber, 1795
  - Maia Lamarck, 1801 - az új neve: Maja Lamarck, 1801
  - Malacosoma de Man, 1879 - az új neve: Hapalonotus Rathbun, 1897
  - Manella Rathbun, 1906 - az új neve: Crossotonotus A. Milne-Edwards, 1873
  - Megalopa Leach, 1814 - az új neve: Carcinus Leach, 1814
  - Melissa Strahl, 1861 - az új neve: Euxanthus Dana, 1851
  - Microrhynchus Bell, 1835 - az új neve: Collodes Stimpson, 1860
  - Milnia Stimpson, 1860 - az új neve: Microphrys H. Milne Edwards, 1851
  - Mitrax H. Milne Edwards, 1838 - az új neve: Mithrax Latreille, 1816
  - Monolepis Say, 1817 - az új neve: Ocypode Weber, 1795
  - Myrodes Bell, 1855 - az új neve: Myra Leach, 1817
  - Mystacocarcinus Hilgendorf, 1888 - az új neve: Epigrapsus Heller, 1862
  - Nasinatalis Stebbing, 1910 - az új neve: Corycodus A. Milne-Edwards, 1880
  - Nautilograpsus H. Milne Edwards, 1837 - az új neve: Planes Bowdich, 1825
  - Neleus Desbonne, in Desbonne & Schramm, 1867 - az új neve: Domecia Eydoux & Souleyet, 1842
  - Neorhynchus A. Milne-Edwards, 1879 - az új neve: Collodes Stimpson, 1860
  - Neothalamita Deb, 1985 - az új neve: Thalamitoides A. Milne-Edwards, 1869
  - Nullicrinis Edmondson, 1935 - az új neve: Dacryopilumnus Nobili, 1906
  - Ocypoda Lamarck, 1801 - az új neve: Ocypode Weber, 1795
  - Oedipleura Ortmann, 1897 - az új neve: Ucides Rathbun, 1897
  - Omalacantha Streets, 1871 - az új neve: Microphrys H. Milne Edwards, 1851
  - Oncodolambrus de Man, 1906 - az új neve: Enoplolambrus A. Milne-Edwards, 1878
  - Orientalia Dang, 1975 - az új neve: Hainanpotamon Dai, 1995
  - Orthograpsus Kingsley, 1880 - az új neve: Geograpsus Stimpson, 1858
  - Orthostoma Randall, 1840 - az új neve: Poppiana Bott, 1969
  - Othonia Bell, 1836 - az új neve: Pitho Bell, 1835
  - Pachystomum Nauck, 1880 - az új neve: Pseudograpsus H. Milne Edwards, 1837
  - Pactolus Leach, 1815 - az új neve: Stenorhynchus Lamarck, 1818
  - Palawanthelphusa Bott, 1969 - az új neve: Parathelphusa H. Milne Edwards, 1853
  - Parahoplophrys Nobili, 1905 - az új neve: Menaethiops Alcock, 1895
  - Paramicippa H. Milne Edwards, 1834 - az új neve: Micippa Leach, 1817
  - Paraplatypodia Ward, 1942 - az új neve: Platypodia Bell, 1835
  - Parapleistacantha Yokoya, 1933 - az új neve: Pleistacantha Miers, 1879
  - Pararuppellia Haswell, 1881 - az új neve: Myomenippe Hilgendorf, 1879
  - Parasphaerodromia Spiridonov, 1992 - az új neve: Platydromia Brocchi, 1877
  - Parazewa Balss, 1938 - az új neve: Acanthophrys A. Milne-Edwards, 1865
  - Pelocarcinus H. Milne Edwards, 1853 - az új neve: Gecarcoidea H. Milne Edwards, 1837
  - Peloplastus Gerstaecker, 1856 - az új neve: Chionoecetes Krøyer, 1838
  - Peltinia Dana, 1851 - az új neve: Acanthonyx Latreille, 1828
  - Pericera Latreille, 1825 - az új neve: Stenocionops Desmarest, 1823
  - Perigrapsus Heller, 1862 - az új neve: Cardisoma Latreille, 1828
  - Phlyxia Bell, 1855 - az új neve: Ebalia Leach, 1817
  - Pinnotheropsis Kubo, 1939 - az új neve: Durckheimia de Man, 1889
  - Pinnozoea Aikawa, 1933 - az új neve: Pinnotheres Bosc, 1802
  - Pisolambrus A. Milne-Edwards, 1878 - az új neve: Solenolambrus Stimpson, 1871
  - Plagusetes Heller, 1862 - az új neve: Acanthocyclus Lucas, in H. Milne Edwards & Lucas, 1844
  - Platycarcinus H. Milne Edwards, 1834 - az új neve: Cancer Linnaeus, 1758
  - Platycorystes Brandt, 1848 - az új neve: Telmessus White, 1846
  - Platygrapsus Stimpson, 1858 - az új neve: Gaetice Gistel, 1848
  - Platyonychus Desmarest, 1825 - az új neve: Portumnus Leach, 1814
  - Platypes Lockington, 1877 - az új neve: Thoe Bell, 1835
  - Platyrinchus Desbonne, 1867 - az új neve: Tyche Bell, 1835
  - Pleistacanthoides Yokoya, 1933 - az új neve: Pleistacantha Miers, 1879
  - Podohuenia Cano, 1889 - az új neve: Cyphocarcinus A. Milne-Edwards, 1868
  - Podopilumnus M'Coy, 1849 - az új neve: Galene De Haan, 1833
  - Podopisa Hilgendorf, 1878 - az új neve: Naxioides A. Milne-Edwards, 1865
  - Polycremnus Gerstaecker, 1856 - az új neve: Halimede De Haan, 1835
  - Portumnoides Bohn, 1901 - az új neve: Xaiva MacLeay, 1838
  - Prionorhynchus Jacquinot, in Jacquinot & Lucas, 1853 - az új neve: Jacquinotia Rathbun, 1915
  - Proechinoecus Ward, 1934 - az új neve: Echinoecus Rathbun, 1894
  - Prolybia Ward, 1933 - az új neve: Lybia H. Milne Edwards, 1834
  - Pyria Dana, 1851 - az új neve: Apias Rathbun, 1897
  - Ralumia Balss, 1933 - az új neve: Calmania Laurie, 1906
  - Ranguna Bott, 1966 - az új neve: Potamiscus Alcock, 1909
  - Raninops A. Milne-Edwards, 1880 - az új neve: Ranilia H. Milne Edwards, 1837
  - Raphonotus Rathbun, 1897 - az új neve: Fabia Dana, 1851
  - Rhaconotus Gerstaecker, 1856 - az új neve: Metaplax H. Milne Edwards, 1852
  - Rhodia Bell, 1835 - az új neve: Herbstia H. Milne Edwards, 1834
  - Rueppellia H. Milne Edwards, 1834 - az új neve: Lydia Gistel, 1848
  - Salacia H. Milne Edwards & Lucas, 1842 - az új neve: Leurocyclus Rathbun, 1897
  - Shurebus Vérany, 1846 - az új neve: Brachynotus De Haan, 1833
  - Sisyphus Desbonne, in Desbonne & Schramm, 1867 - az új neve: Thersandrus Rathbun, 1897
  - Sphenomerus Wood-Mason & Alcock, 1891 - az új neve: Sphenomerides Rathbun, 1897
  - Stenorynchus Lamarck, 1818 - az új neve: Stenorhynchus Lamarck, 1818
  - Thealia Lucas, 1839 - az új neve: Mursia Desmarest, 1823
  - Thelphusa Latreille, 1819 - az új neve: Potamon Savigny, 1816
  - Thranites Bovallius, 1876 - az új neve: Bathynectes Stimpson, 1871
  - Trachycarcinus Faxon, 1893 - az új neve: Trichopeltarion A. Milne-Edwards, 1880
  - Trichia De Haan, 1839 - az új neve: Zalasius Rathbun, 1897
  - Trichocarcinus Miers, 1879 - az új neve: Romaleon Gistel, 1848
  - Tubicola Lockington, 1876 - az új neve: Pinnixa White, 1846
  - Tympanomerus Rathbun, 1897 - az új neve: Ilyoplax Stimpson, 1858
  - Voeltzkowia Lenz, 1905 - az új neve: Gandoa Kammerer, 2006
  - Xenocarcinoides Borradaile, 1900 - az új neve: Simocarcinus Miers, 1879
  - Xiphonectes A. Milne-Edwards, 1873 - az új neve: Portunus (Xiphonectes) A. Milne-Edwards, 1873